# Nocturnus
Nocturnus – amerykański zespół deathmetalowy założony w Tampie na Florydzie w 1987 przez Mike'a Browninga (muzyka zespołu Morbid Angel).
Zespół zasłynął jako jeden z najwcześniejszych składów wykorzystujących w muzyce deathmetalowej instrument klawiszowy (był to syntezator Ensoniq SQ-80). Muzykę zespołu charakteryzują szybkie, a w późniejszych latach średnie tempa oraz złożone kombinacje rytmiczne (częste zmiany metrum – np. kilkanaście zmian w utworze „Climate Controller” i upodobanie do korzystania z rytmów niesymetrycznych – np. utwór „Nocturne in B minor” niemal w całości na 5/4). W warstwie tekstowej zespół poruszał się w tematyce science fiction oraz mitów sumeryjskich.

## Dyskografia
- 1987 Nocturnus (demo)
- 1988 The Science of Horror (demo)
- 1990 The Key
- 1992 Thresholds
- 1993 Nocturnus (EP) (EP)
- 2000 Ethereal Tomb
- 2004 The Nocturnus Demos (składanka)

## Wideografia
- 2004 Farewell to Planet Earth (DVD)